# Semiothisa triplaga
Semiothisa triplaga är en fjärilsart som beskrevs av W. Warren 1899. Semiothisa triplaga ingår i släktet Semiothisa och familjen mätare. Inga underarter finns listade i Catalogue of Life.